# Mångsbodarnas naturreservat
Mångsbodarna är ett naturreservat i Älvdalens kommun vid Mångsbodarna. Det  innehåller omkring 150 år gamla arbetsplatser, med vattendriven skvaltkvarn, sågverk och hyvleri från fäbodkulturens dagar.

## Bilder

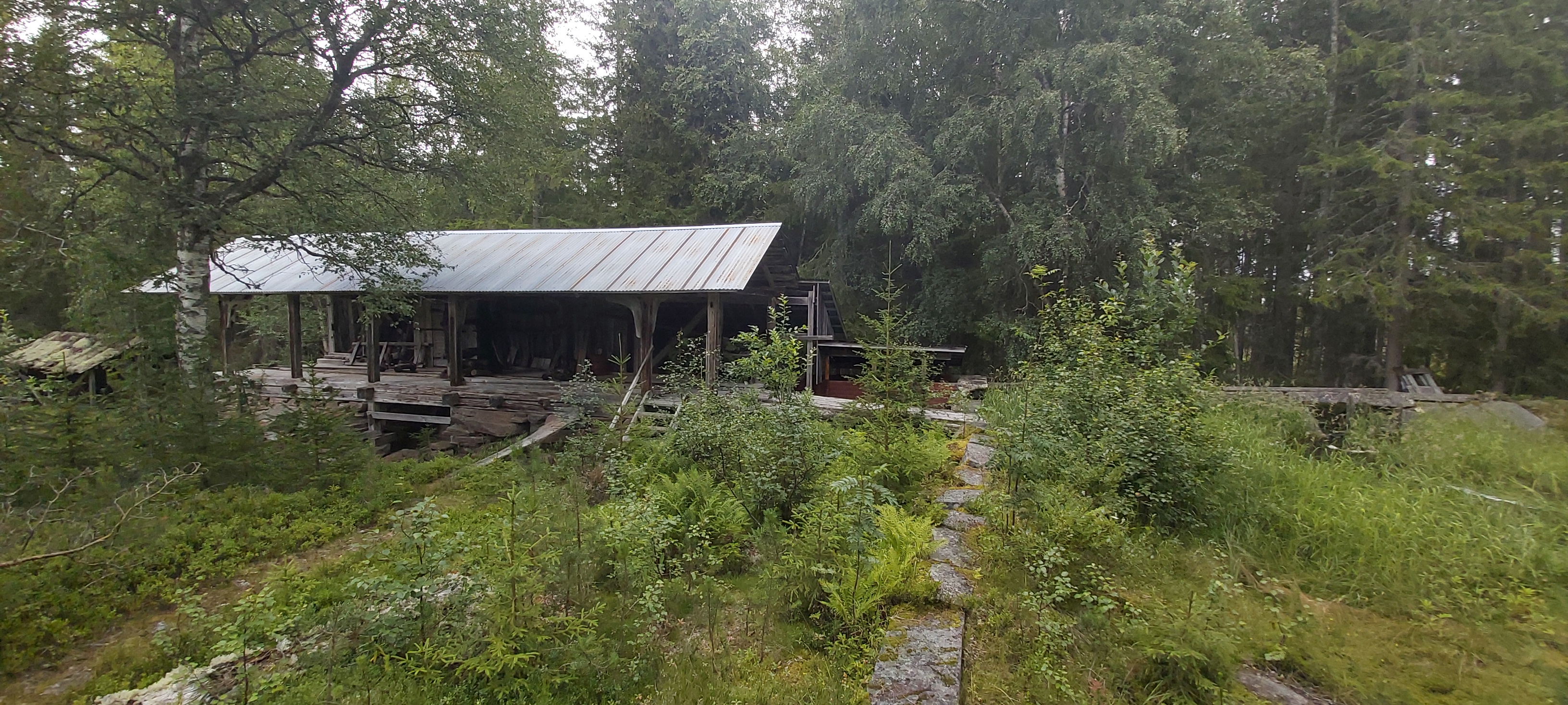
Sågen.
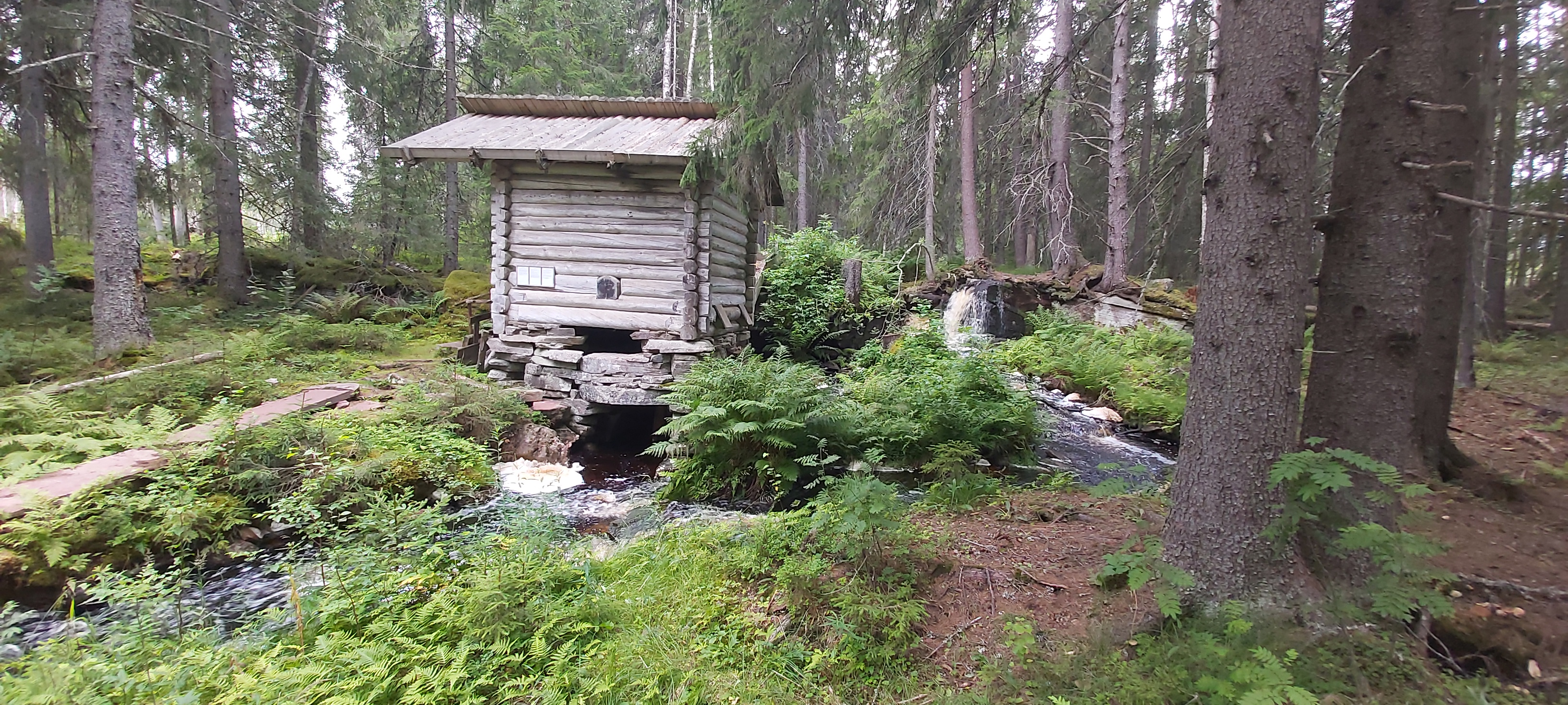
Skvaltkvarnen.